# Герб Великої Глумчі
Герб Вели́кої Глу́мчі — офіційний символ села Велика Глумча Ємільчинського району Житомирської області, затверджений 10 червня 2013 р. рішенням № 131 XIX сесії Великоглумчанської сільської ради VI скликання.

## Опис
Щит поділений вилоподібно. На першому червоному полі срібний лук зі стрілою, повернуті донизу, супроводжувані по сторонах сиглями «В» і «Г». На другому зеленому полі сніп із трьох золотих колосків. На третьому лазуровому полі золотий смолоскип з полум'ям. Щит обрамований золотим декоративним картушем і увінчаний золотою сільською короною.

## Значення символів
Три частини — три села територіальної громади (Велика Глумча, Лука, Малоглумчанка). Лук зі стрілою — символ сили і войовничості. Сиглі вказують на назву територіальної громади. Колосся — нагадування про селянську працю. Смолоскип — символ вогню, світла, життя, правди.
Автор — Віктор Андрійович Мосійчук.